# Irigny
Irigny és un municipi francès, situat a la metròpoli de Lió i a la regió de Alvèrnia - Roine-Alps. L'any 2007 tenia 8.270 habitants.

## Demografia

### Població
El 2007 la població de fet d'Irigny era de 8.270 persones. Hi havia 2.937 famílies de les quals 650 eren unipersonals (270 homes vivint sols i 380 dones vivint soles), 795 parelles sense fills, 1.245 parelles amb fills i 247 famílies monoparentals amb fills.
La població ha evolucionat segons el següent gràfic:
Habitants censats

### Habitatges
El 2007 hi havia 3.143 habitatges, 2.997 eren l'habitatge principal de la família, 27 eren segones residències i 119 estaven desocupats. 1.808 eren cases i 1.317 eren apartaments. Dels 2.997 habitatges principals, 1.901 estaven ocupats pels seus propietaris, 1.019 estaven llogats i ocupats pels llogaters i 78 estaven cedits a títol gratuït; 55 tenien una cambra, 239 en tenien dues, 537 en tenien tres, 863 en tenien quatre i 1.304 en tenien cinc o més. 2.215 habitatges disposaven pel capbaix d'una plaça de pàrquing. A 1.283 habitatges hi havia un automòbil i a 1.469 n'hi havia dos o més.

### Piràmide de població
La piràmide de població per edats i sexe el 2009 era:
| Homes | Edats   | Dones |
| ----- | ------- | ----- |
| 4     | 95 o +  | 8     |
| 4     | 90 a 94 | 32    |
| 24    | 85 a 89 | 48    |
| 24    | 80 a 84 | 32    |
| 100   | 75 a 79 | 128   |
| 140   | 70 a 74 | 108   |
| 100   | 65 a 69 | 136   |
| 168   | 60 a 64 | 172   |
| 240   | 55 a 59 | 192   |
| 260   | 50 a 54 | 308   |
| 288   | 45 a 49 | 272   |
| 364   | 40 a 44 | 412   |
| 312   | 35 a 39 | 352   |
| 280   | 30 a 34 | 288   |
| 288   | 25 a 29 | 272   |
| 256   | 20 a 24 | 260   |
| 376   | 15 a 19 | 313   |
| 412   | 10 a 14 | 380   |
| 336   | 5 a 9   | 308   |
| 224   | 0 a 4   | 212   |

## Economia
El 2007 la població en edat de treballar era de 5.644 persones, 4.032 eren actives i 1.612 eren inactives. De les 4.032 persones actives 3.696 estaven ocupades (1.931 homes i 1.765 dones) i 336 estaven aturades (176 homes i 160 dones). De les 1.612 persones inactives 450 estaven jubilades, 666 estaven estudiant i 496 estaven classificades com a «altres inactius».

### Ingressos
El 2009 a Irigny hi havia 3.075 unitats fiscals que integraven 8.285,5 persones, la mediana anual d'ingressos fiscals per persona era de 20.684 €.

### Activitats econòmiques
Dels 476 establiments que hi havia el 2007, 26 eren d'empreses extractives, 3 d'empreses alimentàries, 6 d'empreses de fabricació de material elèctric, 2 d'empreses de fabricació d'elements pel transport, 25 d'empreses de fabricació d'altres productes industrials, 88 d'empreses de construcció, 98 d'empreses de comerç i reparació d'automòbils, 29 d'empreses de transport, 12 d'empreses d'hostatgeria i restauració, 12 d'empreses d'informació i comunicació, 18 d'empreses financeres, 16 d'empreses immobiliàries, 76 d'empreses de serveis, 50 d'entitats de l'administració pública i 15 d'empreses classificades com a «altres activitats de serveis».
Dels 100 establiments de servei als particulars que hi havia el 2009, 1 era una gendarmeria, 1 oficina de correu, 2 oficines bancàries, 5 tallers de reparació d'automòbils i de material agrícola, 1 autoescola, 6 paletes, 12 guixaires pintors, 16 fusteries, 17 lampisteries, 10 electricistes, 2 empreses de construcció, 4 perruqueries, 1 veterinari, 1 agència de treball temporal, 9 restaurants, 8 agències immobiliàries, 2 tintoreries i 2 salons de bellesa.
Dels 14 establiments comercials que hi havia el 2009, 1 era un supermercat, 1 una botiga de més de 120 m², 3 fleques, 2 carnisseries, 1 una llibreria, 2 botigues de mobles, 2 drogueries i 2 floristeries.
L'any 2000 a Irigny hi havia 20 explotacions agrícoles que ocupaven un total de 135 hectàrees.

## Equipaments sanitaris i escolars
El 2009 hi havia 1 hospital de tractaments de curta durada, 3 farmàcies i 1 ambulància.
El 2009 hi havia 3 escoles maternals i 4 escoles elementals. Irigny disposava d'un col·legi d'educació secundària amb 745 alumnes.

## Poblacions més properes
El següent diagrama mostra les poblacions més properes.